# آندره مارکن
آندره مارکُن (فرانسوی: André Marcon‎؛ زادهٔ ۶ ژوئیهٔ ۱۹۴۸) هنرپیشه اهل کشور فرانسه است. از فیلم‌هایی که وی در آن نقش داشته است می‌توان به اواخر آگوست، اوایل سپتامبر اشاره کرد.